# Arragonia
Arragonia é um gênero de traça pertencente à família Agonoxenidae.